# Kalveholm (Østersøen)
 For alternative betydninger, se Kalveholm. (Se også artikler, som begynder med Kalveholm)
Kalveholm er en lille ubeboet ø i Østersøen syd for Lolland ud for Sandager Havn. Den er sammen med naboøerne Tjørneholm og Hylleholm udlagt som ynglereservater for fugle. Bl.a. yngler gråænder, skeænder, edderfugle, rødben, klyder, strandskader, havterner, splitterner og hættemåger i området.
Kalveholms areal er godt 9 tønder land (ca. 50.000 m²) og det højeste punkt: 2 m over havets overflade. Bevoksningen er meget sparsom, og består for det meste af forskellige græsarter og andre lave vækster.
De 3 øer tilhører lokale gårde i Vester Ulslev Sogn og har gennem tiderne været anvendt til græsning for får, ungkreaturer og lejlighedsvis heste. I 1930'erne blev fårene f.eks. staget og trukket fra Handermelle havn til Tjørneholm på en flåde, der kunne rumme 50 får ad gangen. Ungkreaturer og heste blev som regel bundet til en båd og fik lov at svømme den korte tur ud til øerne, hvor de så formodedes at opholde sig hele sommerhalvåret. Dyrene opførte sig dog ikke altid efter bogen. Når de f.eks. kunne svømme ud til øerne kunne de vel også af egen drift svømme tilbage, eller også vadede de fra ø til ø og var i begge tilfælde ikke lige til at finde. Ved en lejlighed i 1930'erne lykkedes det en flok kvier at ødelægge en del rejeruser for fiskerne fra Errindlev. Trafikken med at sende græssende dyr til øerne forsatte tilsyneladende mindst frem til 1985. 
Foruden at tjene som græsning for kreaturer, blev der i sommerens løb samlet en mængde tang derovre. Tangen blev presset i baller, der vejede 40-50 kg og solgt til en fabrik, der lavede madrasser og isolering af det, og som bl.a. eksporterede til Tyskland. Om vinteren, når det var så hård frost, at vandet mellem øerne og fastlandet frøs til, kørte man med heste og slæde over til øerne, hvor der blev hentet sten til reparation af vejene samt årets forbrug af sand.

## Tragedie i 1856
Selv om farvandet omkring Kalveholm er lavvandet og beskyttet af Hyllekrog og Rødsand, kan havet også her vise tænder. Den 29. juni 1856 var man just i færd med at transportere kreaturer til Kalveholm, da det blev tordenvejr med kraftig blæst. På det dybeste sted mellem havnen og Kalveholm kæntrede flåden, og 3 af de ombordværende personer druknede. Dette kan verificeres via kirkebogen for Vester Ulslev Sogn. En mundtlig overlevering vil vide at 2 eller 3 personer overlevede, muligvis fordi den ene af dem kunne bunde og derved hjalp sig selv og en eller to mere i land. 